# VAMPS LIVE 2009
『VAMPS LIVE 2009』（ヴァンプス ライヴ にせんきゅう）は日本のロックユニット、VAMPSのライヴビデオ。2010年5月12日発売。発売元は自主レーベルのVAMPROSE。

## 解説
前作『VAMPS LIVE 2009 U.S.A.』以来約2ヶ月ぶり3作目となる映像作品のリリース。
本作品は、VAMPSが2009年5月に発表した1stアルバム『VAMPS』を引っ提げて開催したライヴツアー「VAMPS LIVE 2009」のファイナルとなる日本武道館公演の模様を収録したライヴビデオである。なお、このツアーはライヴハウスをまわった前半と、アリーナ規模の会場をまわった後半の2部構成となっている。本作に収められた日本武道館公演は、2009年8月19日から行われた東名阪をまわるアリーナツアーの一環で催されている。なお、前半と後半の間には、アメリカでのツアーや、台湾で開催されたロック・フェスティバル「2009 Summer Rock Summit」などへのイベント出演が行われている。
本作は、初回限定盤（2DVD）と通常盤（2DVD）の2形態でリリースされている。初回限定盤はデジパック仕様、通常盤はアマレー仕様となっている。なお、いずれの形態もDVD2枚組で発表されている。Disc1には2009年9月5日に日本武道館で行われたライヴの模様が収録されており、Disc2にはアリーナツアーの一環で行われたユニバーサル・スタジオ・ジャパン公演に密着した映像などを収録した各地のドキュメンタリーが収められている。

## 収録曲

### Disc1
1. LOVE ADDICT
2. IT'S SAD
3. REDRUM
4. COSMOS
5. SECRET IN MY HEART
6. VAMPIRE DEPRESSION
7. EVANESCENT
8. COUNTDOWN
9. DOLLY
10. SWEET DREAMS
11. Life On Mars?
12. HUNTING
13. HIDEAWAY
14. TROUBLE
15. DEEP RED
16. SEX BLOOD ROCK N' ROLL
17. I GOTTA KICK START NOW
18. TIME GOES BY
19. MIDNIGHT CELEBRATION

### Disc2
- VAMPS LIVE 2009 TOUR DOCUMENTARY